# سيدي علي الكراتي
سيدي علي الكراتي (بالإنجليزية: SIDI ALI EL KORATI)‏ هي جماعة قروية تابعة لإقليم الصويرة ضمن جهة مراكش - تانسيفت - الحوز بالمغرب. بلغ مجموع عدد سكان  سيدي علي الكراتي حسب إحصاءات 2004 حوالي 6623 نسمة يعيشون في 1320 أسرة.